# California Molefe
California Molefe (12 maart 1980) is een Botswaans atleet, die is gespecialiseerd in de 400 m. Hij nam tweemaal deel aan de Olympische Spelen, maar behaalde hierbij geen medailles.

## Biografie
Op de Olympische Spelen van 2000 in Sydney maakte Molefe deel uit van het Botswaans estafetteteam op de 4 x 400 m estafette. Het Botswaans viertal werd uitgeschakeld in de halve finale. In 2004 kon Molefe zich opnieuw kwalificeren voor de Olympische Spelen. In zijn tweede deelname nam Molefe ook deel aan de 400 m. In een tijd van 45,88 s werd hij uitgeschakeld in de reeksen. Op de 4 x 400 m haalde het Botswaans viertal dit keer wel de finale. In deze finale eindigden Kagiso Kilego, Johnson Kubisa, Gaolesiela Salang en Molefe op de achtste plaats.
In 2006 kwalificeerde Molefe zich voor de WK indoor, waar hij voor een hoogtepunt in zijn loopbaan zorgde. Op de 400 m liep hij in een tijd van 45,75 naar de zilveren medaille. Hiermee was Molefe de eerste Botswaanse atleet die een medaille behaalde op een internationaal toernooi.

## Titels
- Afrikaans kampioen 4 x 400 m - 2003

## Persoonlijke records
Outdoor
| Onderdeel | Prestatie | Datum           | Plaats   |
| --------- | --------- | --------------- | -------- |
| 300 m     | 33,07     | 5 juli 2003     | Kortrijk |
| 400 m     | 45,34     | 9 augustus 2005 | Helsinki |
| 600 m     | 1.15,98   | 3 augustus 2004 | Luik     |

Indoor
| Onderdeel | Prestatie | Datum           | Plaats   |
| --------- | --------- | --------------- | -------- |
| 200 m     | 22,44     | 4 februari 2004 | Dortmund |
| 400 m     | 45,74     | 10 maart 2006   | Moskou   |

## Palmares

### 400 m
- 2003: 8e Afrikaanse Spelen – 47,09
- 2006:  WK Indoor – 45,74
- 2006: 6e Gemenebestspelen  – 45,78
- 2007:  Afrikaanse Spelen – 45,59

### 4 x 400 m
- 2003:  Afrikaanse Spelen – 3.02,24
- 2004: 8e OS – 3.02,49